# Jay Sean
Jay Sean (nume la naștere Kamaljit Singh Jhooti; n. 26 martie 1981, Londra, Regatul Unit), este un cantautor, producător de discuri, aranjator și cântăreț britanico-asiatic de muzică pop și R&B. Numele de scenă provine de la apelativul dat de familie în perioada copilăriei (Shaan) și de la inițiala numelui său de MC (MC Nicky J).
A debutat în cariera muzicală în anul 2003 alături de Rishi Rich Project cu piesa „Dance With You (Nachna Tere Naal)”, extrasă de pe primul său album de studio intitulat Me Against Myself, iar următoarele două discuri single promovate („Eyes on You” și „Stolen”) s-au clasat în top 10 în Regatul Unit.
În 2006 interpretul a reziliat contractul cu Virgin Records și a înființat o casă de discuri proprie numită Jayded Records prin care a lansat materialul discografic My Own Way în 2008. „Ride It” a obținut clasări de top 10 în câteva țări europene, iar „Maybe” a ajuns până pe locul 7 în Japonia. Interpretul a lansat ediția de colecție My Own Way Deluxe Edition în 2009 ce include 2 cântece noi (inclusiv „Tonight” lansat ca single) și 4 remixuri.
Cântărețul a semnat în 2008 un contract cu Cash Money Records, fiind primul interpret britanico-asiatic înscris la o casă de discuri americană. „Down” a ajuns pe primul loc în Billboard Hot 100, fiind comercializat în peste 3 milioane de exemplare în Statele Unite, motiv pentru care Sean a devenit cel mai de succes interpret britanic în stilul urban în SUA. „Do You Remember” s-a clasat pe locul 10 în ierarhia americană, solistul egalând astfel recordul lui Chingy de a avea concomitent primele două discuri single prezente în top 10 în Billboard Hot 100. Aceste două piese sunt incluse pe primul său album promovat în Statele Unite numit All or Nothing ce a fost lansat în 2009. Sean a câștigat cincisprezece premii UK Asian Music Awards, a primit două nominalizări la MOBO Awards și a fost inclus pe locul 35 în lista Billboard Hot 100 Artists of 2009.

## Biografie

### Copilăria și debutul în muzică
Sean s-a născut și a copilărit în Southall, o localitate situată în vestul Londrei. Părinții lui sunt de origine indiană, aceștia mutându-se în Marea Britanie în anii 60. Sean a început să cânte rap de la vârsta de 11 ani în cadrul formației Compulsive Disorder, sub pseudonimul  MC Nicky J, avându-l ca și coleg pe vărul său, Pritpal Ruprai (MC DNA), componența fiind completată de DJ Cipha. Grupul a beneficiat mai târziu de difuzări la stațiile radio locale, dar nu a avut un impact la o scală mai mare. Sean a urmat cursurile școlii particulare de băieți „Latymer Upper School” și a fost admis ulterior la universitatea londoneză „Barts&Queen Mary”, urmând a se specializa în medicină. După doi ani, Sean a semnat un contract în valoare de 1 milion de lire sterline pentru primul său album și a abandonat studiile pentru a urma o carieră în muzică. Sean a înregistrat un cântec numit „One Minute” care a ajuns la producătorul britanico-asiatic, Rishi Rich, ce a colaborat printre alții cu Craig David, Ricky Martin și Britney Spears. După ce a ascultat înregistrarea demo a piesei, acesta l-a invitat pe Sean în studioul de înregistrări pentru a cânta în fața managerilor de la casa lui de producție, 2Point9 Records. Întrebat despre cum s-a simțit în acele momente, interpretul a declarat: „Cred că a fost un amestec de emoție și încântare. Atunci a fost pentru prima dată când am cântat în fața unor oameni ca în cadrul unei audiții și de aceea a fost amuzant, dar da, a fost un moment minunat pentru mine”. În scurt timp a devenit membru al echipei de la 2Point9Records, lucrând pe parcursul verii anului 2003 alături de Richi Rish și de cântărețul de Punjabi, Juggy D, la un material de studio.
Primul album de studio al lui Sean s-a intitulat Me Against Myself, avându-i ca producători pe Rishi Rich și pe Mentor Kolektiv. Debutul artistului a fost destul de apreciat de către criticii de specialitate, BBC afirmând că: „Este un album compus de oameni talentați ce posedă o viziune care depășește granițele și au un devotament pentru muzică. Sean, cu siguranță, încă se regăsește pe sine”. Yahoo Music l-a comparat pe interpret cu Craig David, iar The Guardian a acordat acestui material discografic 3 stele dintr-un total de 5. Telegraph l-a numit pe interpret „primul prinț asiatic al muzicii pop”. Albumul său de debut a atins poziția 29 în Regatul Unit, fiind comercializat în 100 000 de exemplare, iar în India, Me Against Myself a obținut multiplu disc de platină pentru vânzările înregistrate.
De pe acest material discografic au fost extrase pe single piesele „Dance With You (Nachna Tere Naal)” (locul 12 în Regatul Unit), „Eyes On You” (locul 6 în Regatul Unit) și 
„Stolen” (locul 4 în Regatul Unit). Sean a obținut trei distincții în cadrul premiilor UK Asian Music Awards 2005 la categoriile „Cel mai bun album” (My Own Way), „Cel mai bun interpret în stil urban” și „Cel mai bun videoclip” (pentru „Stolen”, în care apare actrița de la Bollywood, Bipasha Basu). În același an, Sean a interpretat împreună cu Rishi Rich Project piesa „Dil Mera (One Night)” în filmul indian Kyaa Kool Hai Hum , cei doi înregistrând și o piesă pentru coloana sonoră a acestei pelicule.

#### 2007 - 2009: AlbumulMy Own Way
În februarie 2006, după turneul de promovare al primului album desfășurat în peste 100 de orașe, Sean a încetat colaborarea cu Virgin Records, deoarece „a fost situația tipică - ești împins într-o direcție de casa de discuri și trebuie să iți justifici toate acțiunile. De îndată ce termenul «indie-rock» a apărut într-o conversație, m-am gândit că trebuie să găsesc o soluție înainte să apar pe scenă ca următorul David Gray”. Astfel, Sean și-a înființat o casă de discuri proprie, intitulată Jayded Records, prin intermediul căreia și-a lansat cel de-al doilea album, My Own Way. Sean a renunțat la colaborarea cu Rishi Rich Project, lucrând însă cu alți producători (J-Remy și Duro, printre alții) pentru acest material discografic. Lansarea albumului a fost anulată în repetate rânduri, acesta apărând oficial pe piața britanică la data de 31 martie 2008. My Own Way a debutat în Regatul Unit pe locul 6 și nu a obținut o clasare mai bună pe parcursul celor 4 săptămâni de activitate în top.
Materialul discografic a primit recenzii moderate din partea criticilor de specialitate, Sharon Mawer de la allmusic afirmând: „Va trebui să-și impună mai mult din propria personalitate pe următorul proiect pentru a avea parte de longevitate în cariera sa”. BBC afirmă că primul single de pe My Own Way îl aduce pe Sean „exact în același loc unde se afla când a debutat în 2003 cu «Dance With You»”, iar Amazon UK a descris acest album ca fiind „proaspăt și încrezător”.
„Ride It” a fost lansat ca prim single de pe album la data de 14 ianuarie 2008, deși inițial s-a anunțat că piesa va fi comercializată de la sfârșitul lunii noiembrie a anului 2007. Piesa a ajuns pe locul 11 în UK Singles Chart, având succes și în alte țări europene. A atins poziția maximă în România și s-a clasat pe locul trei în clasamentul anului 2008 din această țară. Clasări de top 10 a mai obținut și în Rusia (locul 4) și Portugalia (locul 6). Piesa a primit premiul pentru „Cel mai bun videoclip” în cadrul UK Asian Music 2008.
„Maybe” a fost al doilea single lansat de pe album. Cântecul s-a clasat pe locul 19 în țara natală, pe locul 7 în Japonia, iar în India a staționat timp de două săptămâni pe prima poziție în topul difuzărilor radio. „Stay”, al treilea single în Regatul Unit, a avut o performanță mai slabă în UK Singles Chart decât precedentele, ajungând până pe locul 59, iar în Portugalia, discul single s-a clasat pe locul 18. A fost al doilea cântec de pe album ce a beneficiat de difuzări la posturile radio din România, piesa fiind lansată de Cat Music după concertul interpretului din București.
Sean a compus cântecul „Deal With It” pentru albumul său, însă l-a cedat lui Corbin Bleu (ce a avut un rol în pelicula High School Musical produsă de Disney). Înregistrând peste 120 000 de difuzări la posturile de radio americane, a devenit una dintre cele mai difuzate piese ale unui compozitor european în SUA, Sean câștigând un premiu la BMI Songwriter Awards pentru aceasta.
 Cântărețul a obținut două nominalizări la ediția din 2008 a premiilor Urban Music Awards la categoriile „Cel mai bun album al anului” și „Cea mai bună interpretare R&B”. În același an, Sean a fost nominalizat la categoriile „Cel mai bun interpret britanic” și „Cea mai bună interpretare R'n'B/Soul” la premiile MOBO. În anul 2009, cântărețul a primit trei distincții în cadrul UK Asian Music Awards („Cel mai bun interpret britanic”, „Cel mai bun album - My Own Way” și „Cel mai bun interpret în stil urban”).

#### 2009 - 2010: Lansarea în Statele Unite  și albumulAll or Nothing

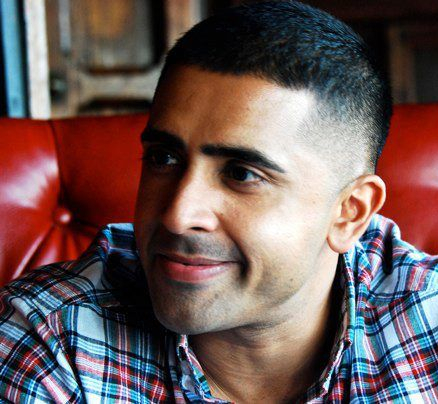
Jay Sean în septembrie 2011

În timpul galei premiilor MOBO Awards 2008, Sean a anunțat că Lil Wayne va realiza un remix la noul său single, „Tonight” (ulterior, Sean a afirmat că a fost doar un zvon) și că va semna un contract cu casa de discuri a acestuia, Cash Money Records, ce aparține Universal Music Group. Ediția de colecție My Own Way Deluxe Edition a fost lansată pe 16 februarie 2009 în Regatul Unit și include trei cântece noi, inclusiv piesa extrasă pe single, „Tonight”. Acesta a fost prezent timp de patru săptămâni în UK Singles Chart, ajungând pe locul 23. Deși inițial se anunțase că albumul My Own Way va fi lansat ca ediție de colecție în Statele Unite sub numele de My Own Way (U.S. Edition), titlul materialului discografic a fost schimbat cu All or Nothing. Interpretul a declarat pentru Daily Star că înregistrează un cântec împreună cu Nadine Coyle de la Girls Aloud și că nu s-a hotărât dacă acesta va apărea  pe albumul lui sau pe cel al formației. Sean a lucrat cu Ronan Keating la noul material discografic al grupului Boyzone. Primul single lansat pe piața americană se intitulează „Down” și este o colaborare cu Lil Wayne. Cântecul a primit recenzii pozitive din partea criticilor de specialitate și s-a clasat pe locul întâi în Billboard Hot 100, pe locul 5 în Canada Singles Top 100 și pe locul 4 în Noua Zeelandă. Piesa a primit discul de platină pentru vânzările înregistrate în Statele Unite, fiind prima înregistrare a unui britanico-asiatic care reușește să ajungă în vârful ierarhiei în această țară. La nivel mondial, discul single a fost comercializat în peste șase milioane de unități și a fost ascultat la posturile radio de peste un miliard de persoane.
All or Nothing a fost lansat pe 24 noiembrie 2009, avându-i ca producători pe Bobbybass și J-Remy. Materialul discografic s-a clasat pe locul 37 în Billboard 200 și pe locul 22 în Digital Albums, în Regatul Unit a ajuns până pe poziția 62, iar in Japonia s-a clasat pe locul 11. Albumul a fost descris de Caroline Sullivan de la The Guardian ca fiind „mieros și captivant”, iar Desihits.com i-a acordat patru stele dintr-un total de cinci. Billboard a concluzionat recenzia albumului astfel: „Dacă nu e stricat, nu-l repara”, iar Allmusic consideră că materialul discografic „este un debut solid în Statele Unite pentru cântărețul al cărui stil muzical este o combinație între cel al lui Akon și cel al lui Chris Brown”. Revista Slant Magazine a criticat lipsa de originalitate a materialului, numindu-l „cu adevărat plictisitor”.
„Do You Remember” (în colaborare cu Sean Paul și Lil Jon) a fost cel de-al doilea single lansat de pe All or Nothing, fiind trimis la posturile radio americane pe 20 octombrie 2009 și disponibil pentru a fi descărcat digital începând cu data de 2 noiembrie 2009. Piesa s-a clasat pe locul 10 în Billboard Hot 100, interpretul egalând recordul lui Chingy din 2003, primele două discuri single ale sale fiind prezente concomitent în top 10 în acest clasament. Piesa a primit discul de platină în Statele Unite și în Australia pentru vânzările înregistrate. Sean a lucrat cu Birdman la piesa „Written on Her” ce a fost lansată pe 23 iunie 2009 prin magazinele iTunes și cu Skepta pentru noul single al acestuia, „Lush”. Kevin Rudolf a lansat pe 2 februarie 2010 discul single „I Made It (Cash Money Heroes)” în colaborare cu Sean, Birdman și Lil Wayne. În 2009, solistul a fost nominalizat la premiile 30 Under 30, a câștigat premiul pentru „Cea mai bună colaborare” la UK Urban Music Awards, patru premii la UK Asian Music Awards și s-a clasat pe locul 35 în lista Billboard Hot 100 Artists of the Year. Pe 11 decembrie 2009 a cântat la Madison Square Garden în cadrul concertului Jingle Ball, devenind al doilea interpret de origine sud-asiatică (după Freddie Mercury) care a participat la acest eveniment.

### 2010 - prezent: AlbumulFreeze Time
Jay Sean a confirmat în iulie 2010 că lucrează la un nou material discografic și a declarat ulterior că albumul este gata în proporție de 70%, acesta conținând colaborări cu Lil Wayne, Pitbull, Nicki Minaj și Mary J. Blige. „2012 (It Ain't the End)” a fost lansat ca prim single pe data de 3 august 2010, cântecul clasându-se pe locul 31 în Billboard Hot 100 și pe locul 23 în Canadian Hot 100. Piesa a primit discul de aur pentru vânzările realizate pe teritoriul american. Cel de-al doilea extras pe single se numește „Hit the Lights”, acesta fiind lansat pe 8 februarie 2011. Materialul discografic se va numi Freeze Time și va fi lansat pe 5 iulie 2011. Interpretul a câștigat 2 premii la ediția din 2011 a UK Asian Music Awards („Cel mai bun interpret britanic” și „Cel mai bun videoclip”).

## Stilul muzical
The Independent consideră că Me Against Myself l-a adus pe interpret în elita muzicii pop a Regatului Unit din 2003, alături de Daniel Bedingfield și David Sneddon. Caroline Sullivan de la The Guardian afirmă că părțile de rap ale lui Sean sunt mai puțin interesante decât negativele care îi scot în evidență vocea. Pentru acest material discografic, cântărețul a colaborat cu Rishi Rich Project, adoptând stilurile R&B, hip-hop și desi. După ce managerii de la Relentess au dorit ca interpretul să se concentreze numai pe piața din India, Sean a decis să rezilieze contractul și să-și lanseze cel de-al doilea album prin intermediul casei de discuri proprii, Jayded Records. Allmusic remarcă faptul că My Own Way este un album R&B realizat în stilul lui Timbaland, Usher sau R. Kelly. BBC Music numește „siropoasă” vocea lui și critică utilizarea aceluiași tempo în cântecele de pe acest material. Piesele de pe album au fost influențate de Musiq Soulchild, Tribe Called Quest, De La Soul și Robin Thicke. Digital Spy afirmă că „sunt multe lucruri care o să vă încânte la debutul american al lui Sean”, iar Billboard i-a acordat tot o recenzie pozitivă lui „Down”, apreciind melodicitatea vocii lui Sean și „impresionanta claritate a tonului” utilizat. În recenzia acordată albumului All or Nothing, jurnalistul de la Spartanburg Herald-Journal notează că interpretul „demonstrează că are fler pentru [piesele în stilul] R&B”,  iar revista OK! Magazine consideră că materialul discografic conține cântece cu tonalități melodioase și armonii realizate ingenios. Mike Diver de la BBC afirmă că stilul său se apropie de „numeroase staruri R&B/soul din Statele Unite”, notând faptul că Sean s-a îndepărtat de rădăcinile sale asiatice ce caracterizau precedentele sale albume.

### Teme
Temele abordate de Sean sunt diverse. Tareck Ghoneim de la ContactMusic afirmă că acesta „este un băiat sensibil și versurile sale sunt centrate pe dragoste, pierderi și lucruri legate de suflet ce sunt explicate într-un mod plăcut și simplu”. Dan Gennoe de la Yahoo Music observă că piesa ce dă numele albumului Me Against Myself are ca subiect o criză de integritate, iar The Independent scrie că acest cântec exprimă lupta creativă a lui Sean și evidențiază repertoriul variat al interpretului: „cel ce se dorește a fi rapper transmite mesaje profunde despre sentimentele sale”. Bătălia se dă între cele două alter-ego-uri ale sale, Sean - cântărețul și Sean - rapperul, BBC Music considerând că acest lucru este definitoriu pentru locul său pe piața muzicală. The Guardian consideră că în „Eyes on You”, Sean transmite fetei un mesaj clar: „vino în patul meu”.
Albumul My Own Way are ca deviză: „Punct și de la capăt în propriul meu stil”. Piesa „Good Enough for You” dezbate problemele relațiilor interrasiale: „În cântec mă refer la prieteni care sunt tot de culoare, care au avut relații cu persoane «albe» și care au întâmpinat greutăți în păstrarea relațiilor, deși se iubeau foarte mult. Este vorba de intervenția părinților și a oamenilor din jur, care se opuneau, ceea ce ducea la ruperea relațiilor. M-a întristat lucrul acesta, motiv care m-a determinat să compun această piesă”. „Ride It” (ca multe alte creații de pe disc) se referă la „provocarea dintre un băiat și o fată care se plac reciproc, fiecare știe ce vrea, dar totuși niciunul dintre ei nu lasă nimic la voia întâmplării. Iar ringul de dans este locul tuturor provocărilor”. Allmusic observă că versurile sunt despre mersul în cluburi, întâlnirile cu fetele „și problemele care urmează după aceea”. BBC Music ironizează utilizarea în mod excesiv a acestei teme, concluzionând recenzia astfel: „ai putea începe să crezi că motivul pentru care fetele îl tot părăsesc este că [Sean] a devenit puțin cam plictisitor”. Neil McCormick a scris despre All or Nothing că conține „piese cu o structură concisă, melodică, pline de romantism, [Sean] revărsându-și sentimentele pe un negativ provenit de la sintetizator”.

## Alte aspecte

### În România

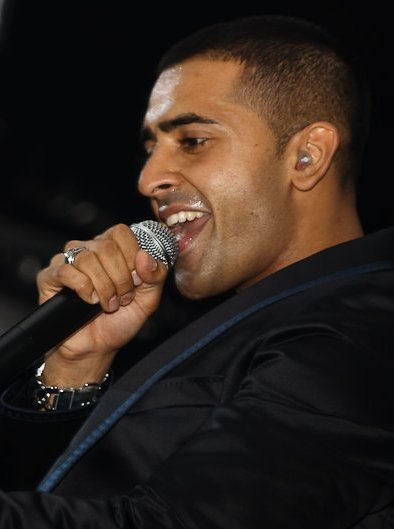
Jay Sean în România

În interviul telefonic acordat postului de radio Kiss FM pe 16 iulie 2008, Sean a declarat că pregătește un concert în România. Spectacolul a avut loc în București la Turabo Society Club pe data de 12 septembrie. În decembrie 2008, interpretul a susținut o serie de concerte în București, Cluj și Brașov. Într-unul din spectacole, cântărețul a făcut un duet cu Anda Adam la piesa „Ride It”. Pe 17 iulie 2009, Sean s-a reîntors la Turabo Society Club pentru un nou concert.

### Filantropie
Sean a colaborat cu BBC Blast pentru „a da ceva în schimb”. A susținut fundația Aga Khan Foundation (AKF) în evenimentul de caritate „Partnership Walk and Run”, cântând la Regent's Park în 2004 și 2009. În 2009 interpretul a urcat pe scena concertului organizat de Justin Timberlake pentru a strânge bani pentru Shriners Hospital for Children alături de MC Zani, Taylor Swift  și Alicia Keys. Evenimentul a devenit unul din cele mai profitabile de acest gen ale anului, fondurile strânse depășind suma de 9 milioane de dolari.

## Discografie
- Me Against Myself (2004)
- My Own Way (2008)
- All or Nothing (2009)
- Freeze Time (2011)

## Premii
| Anul | Ceremonia             | Categoria                                           | Rezultatul   |
| ---- | --------------------- | --------------------------------------------------- | ------------ |
| 2005 | UK Asian Music Awards | „Cel mai bun album” (Me Against Myself)             | Câștigat     |
| 2005 | UK Asian Music Awards | „Cel mai bun interpret în stil urban”               | Câștigat     |
| 2005 | UK Asian Music Awards | „Cel mai bun videoclip” („Stolen”)                  | Câștigat     |
| 2008 | UK Asian Music Awards | „Cel mai bun videoclip” („Ride It”)                 | Câștigat     |
| 2008 | Urban Music Awards    | „Cel mai bun album al anului”                       | Nominalizare |
| 2008 | Urban Music Awards    | „Cea mai bună interpretare R&B”                     | Nominalizare |
| 2008 | BMI Songwriter Awards | –                                                   | Câștigat     |
| 2008 | MOBO Awards           | „Cel mai bun interpret britanic”                    | Nominalizare |
| 2008 | MOBO Awards           | „Cea mai bună interpretare R'n'B/Soul”              | Nominalizare |
| 2009 | UK Asian Music Awards | „Cel mai bun interpret britanic”                    | Câștigat     |
| 2009 | UK Asian Music Awards | „Cel mai bun album” (My Own Way)                    | Câștigat     |
| 2009 | UK Asian Music Awards | „Cel mai bun interpret în stil urban”               | Câștigat     |
| 2009 | 30 Under 30           | –                                                   | Nominalizare |
| 2009 | UK Urban Music Awards | „Cea mai bună colaborare” („Down”)                  | Câștigat     |
| 2010 | UK Asian Music Awards | „Cel mai bun interpret britanic”                    | Câștigat     |
| 2010 | UK Asian Music Awards | „Cel mai bun interpret în stil urban”               | Câștigat     |
| 2010 | UK Asian Music Awards | „Cel mai bun videoclip” („Down”)                    | Câștigat     |
| 2010 | UK Asian Music Awards | „Cel mai bun album al anului” (All or Nothing)      | Câștigat     |
| 2011 | UK Asian Music Awards | „Cel mai bun interpret britanic”                    | Câștigat     |
| 2011 | UK Asian Music Awards | „Cel mai bun interpret în stil urban”               | Nominalizare |
| 2011 | UK Asian Music Awards | „Cel mai bun videoclip” („2012 (It Ain't the End)”) | Câștigat     |